# Barry Jenkins
Barry Jenkins (Miami, 19 de novembro de 1979) é um cineasta estadunidense. Tornou-se conhecido por dirigir os filmes Medicine for Melancholy e Moonlight e a minissérie The Underground Railroad, os quais lhe renderam inúmeras indicações e vitórias em prêmios importantes de cinema e televisão, incluindo o Bafta e Oscar.
Formado em Cinema e Artes Visuais pela Universidade do Estado da Flórida em Tallahassee, iniciou sua carreira em 2008, quando produziu sua primeira obra cinematográfica em longa-metragem. Por este trabalho, conquistou nomeações a condecorações renomadas, como Gotham Awards e Independent Spirit Awards. Em 2016, retornou ao cinema com uma adaptação do livro In Moonlight Black Boys Look Blue, de Tarell Alvin McCraney, Moonlight; com este, foi ganhador do Oscar e Globo de Ouro de melhor filme, além de outras premiações .

## Filmografia

### Cinema
- Medicine for Melancholy	(2008)
- Tall Enough	(2009)
- Moonlight (2016)
- If Beale Street Could Talk (2018)
- Charm City Kings (2020)
- Aftersun (2022)
- All Dirt Roads Taste of Salt (2023)
- The Fire Inside (2024)
- Mufasa: The Lion King (2025)
- Sorry, Baby (2025)

### Televisão
- Dear White People (2016)
- The Underground Railroad (2021)
- Light & Magic (2022)
- True Detective (2024)